# Talnach
Talnach (rusky Тална́х) byl do roku 2005 městem, než byl spolu s Kajerkanem administrativně připojen k Norilsku, je jeho satelitním městem. Status města přitom získal teprve v listopadu 1982. Leží asi 25 km od Norilsku na Tajmyrské plošině na úpatí plošiny Putorana, na severu Krasnojarského kraje v Rusku.
V roce 2002 měl 58 654 obyvatel, v roce 1989 zde žilo 62 849 lidí. Je stanovištěm důlní obsluhy produkce niklu a ostatních kovů v norilském hutnickém průmyslu. Minerál talnachit je pojmenován po Talnachu.

## Historie
24. srpna 1960 byla z bohatých ložisek nerostných surovin v okolí Talnachu vytěžena první ruda. Prvními obyvateli Talnachu byli geologové, od dubna 1962 zde pracovali také stavitelé.
Stavební materiál se po řece Norilce dopravoval do jezera Pjasino a odtud se traktory převážel do Talnachu. V létě převážely lidi a náklady přes Norilku vlečné nákladní lodě. Výstavba silnice do Norilsku probíhala od počátku roku 1962. V roce 1963 byl přes řeku vytvořen pontonový (plovoucí) most, v srpnu téhož roku se začal stavět normální most, který byl dokončen 17. června 1965.
V roce 1962 se začalo s výstavbou obytných domů. Na jaře vyrostl první čtyřpatrový zděný dům a 7. listopadu téhož roku byl dokončen první dřevěný dům. Talnach se začal znatelně rozrůstat, jen za rok 1963 přibylo 12 roubených dřevěných a další 4 čtyřposchoďové cihlové domy.
Od roku 1963 také místní mládež budovala klub Юность ("Mládí").
30. října 1964 rozhodl výkonný výbor Krasnojarské krajské (průmyslové) rady zástupců pracujících o převedení Talnachu na sídlo městského typu (Рабочий посёлок); toto rozhodnutí vstoupilo v platnost 1. ledna 1965, tehdy žilo v Talnachu kolem 5000 lidí. Správní rada (sovět) Talnachu byla přitom administrativně podřízena norilskému městskému sovětu.
V říjnu 1967 vznikla v Talnachu večerní hudební škola. Od roku 1969 nesla název Talnašská dětská hudební škola a později Talnašská dětská škola umění.
V roce 1971 byla otevřena pobočka sjednocené městské knihovny jménem leninského komsomolu.
Roku 1972 začalo fungovat místní kino, které se časem stalo osobitým centrem města, a také poliklinika s léčebným zařízením. 20. července 1979 bylo otevřeno muzeum historie Talnachu.
V roce 1982 získal Talnach status města, ale již roku 2005 byl (stejně jako Kajerkan) připojen k Norilsku jako jeho satelitní město.

## Demografie
| Vývoj počtu obyvatel |      |      |        |        |        |        |        |        |        |        |
| Rok                  | 1965 | 1970 | 1979   | 1982   | 1989   | 1999   | 2002   | 2005   | 2006   | 2010   |
| Obyvatel             | 5000 | 9300 | 33 400 | 38 200 | 62 800 | 64 670 | 58 700 | 58 200 | 56 000 | 47 175 |

Velká část obyvatel jsou horníci, kteří pracují v místních dolech Маяк (Majak), Комсомольский (Komsomolskij), Октябрьский (Oktjabrskij), Таймырский (Tajmyrskij) a Скалистый (Skalistyj).

## Průmysl

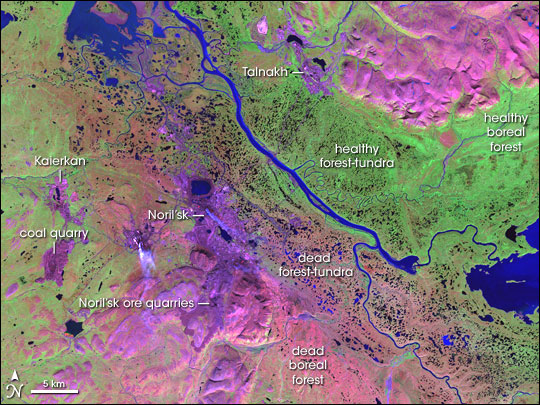
Znečištění v oblasti Talnachu a Norilska na satelitním snímku (nepravé barvy). Růžová a fialová jsou místa vysokého znečištění a jiná místa bez vegetace, včetně měst a skal, zelená živé porosty. Lze zřetelně rozeznat sloupec dýmu stoupající z Norilsku (na snímku modrý). Vlevo nahoře je vidět jižní cíp jezera Pjasino, vpravo dole západní část jezera Melkoje, mezi nimi řeka Norilka. Vysvětlivky:

V oblasti dnešního Talnachu byla expedicí v roce 1920 objevena ložiska uhlí, později byla objevena i velká ložiska mědi a niklu. V tehdejším SSSR se ale při těžbě a úpravě surovin nebral ohled na životní prostředí, a tak je v současnosti oblast silně znečištěna.

## Doprava
S Norilskem je Talnach spojen silnicí a železnicí; silniční most přes řeku Norilku byl dokončen v roce 1965. Obyvatelé mohou využívat také letiště Alykel, vzdálené okolo 60 km.